# 圣玛丽亚-达德韦萨
圣玛丽亚-达德韦萨是葡萄牙波塔莱格雷区的一个堂区。总面积56.36平方公里，总人口1716人，人口密度30.4人/平方公里。